# Clare Benedict Cup
Der Clare Benedict Cup war ein Schachturnier für Nationalmannschaften aus West- und Nordeuropa, welches von 1953 bis 1979 insgesamt 23-mal ausgetragen wurde.

## Überblick und Geschichte

### Gründung
Begründerin des Turniers war die aus  Cleveland (Ohio) stammende und seit 1945 in der Schweiz lebende Mäzenin und Schriftstellerin Clare Benedict (1871–1961). Ihre Vorfahren waren mit dem Schriftsteller James Fenimore Cooper verwandt.
Benedict verbrachte ihren Lebensabend am Vierwaldstättersee und fand dank Vermittlung von Ex-Weltmeister Max Euwe in Alois Nagler und der Schachgesellschaft Zürich ideale Partner, die ihre Vision von einem friedlichen Nationenturnier in gehobenem Ambiente in die Tat umsetzten.

### Turnierform
Der Claire Benedict Cup wurde als Rundenturnier („Jeder gegen Jeden“) ausgetragen. Jede Mannschaft bestand aus vier Spielern (plus Ersatzmann). Lediglich bei der ersten Austragung 1953 wurde an fünf Brettern gespielt. In der Regel traten jeweils sechs Mannschaften an, in den letzten Jahren bis zu acht. Erstes Wertungskriterium waren jeweils die Brettpunkte.
Im Jahre 1954 fand statt des Mannschaftsturniers ein Einzelturnier in Zürich mit 12 Spielern statt. Es siegte der deutsche Großmeister Lothar Schmid vor Erwin Nievergelt aus der Schweiz und Exweltmeister Max Euwe.

## Teilnehmende Länder
| Land        | Teilnahmen | Siege | Gastgeber |
| ----------- | ---------- | ----- | --------- |
| Belgien     | 02         | 0     | 0         |
| Dänemark    | 04         | 01    | 01        |
| Deutschland | 21         | 12    | 02        |
| England     | 18         | 02    | 02        |
| Frankreich  | 02         | 0     | 0         |
| Italien     | 10         | 0     | 0         |
| Niederlande | 21         | 05    | 0         |
| Norwegen    | 01         | 0     | 0         |
| Österreich  | 23         | 01    | 01        |
| Schottland  | 01         | 0     | 0         |
| Schweden    | 02         | 0     | 0         |
| Schweiz     | 23         | 01    | 15        |
| Spanien     | 17         | 01    | 02        |

## Ergebnisse
|    | Jahr | Gastgeber    | Platz 1     | Platz 2     | Platz 3                     |
| -- | ---- | ------------ | ----------- | ----------- | --------------------------- |
| 1  | 1953 | Mont Pèlerin | Niederlande | Österreich  | Schweiz                     |
| 2  | 1955 | Mont Pèlerin | Niederlande | Schweiz     | Österreich                  |
| 3  | 1956 | Lenzerheide  | Deutschland | Niederlande | Italien                     |
| 4  | 1957 | Bern         | Deutschland | Niederlande | Österreich                  |
| 5  | 1958 | Neuchâtel    | Schweiz     | Spanien     | Deutschland                 |
| 6  | 1959 | Lugano       | Deutschland | Spanien     | Österreich                  |
| 7  | 1960 | Biel         | Deutschland | England     | Schweiz                     |
| 8  | 1961 | Neuhausen    | Österreich  | Deutschland | England                     |
| 9  | 1962 | Bern         | Deutschland | Spanien     | England                     |
| 10 | 1963 | Luzern       | Deutschland | Niederlande | England                     |
| 11 | 1964 | Lenzerheide  | Deutschland | Niederlande | Österreich                  |
| 12 | 1965 | Berlin       | Deutschland | Spanien     | Niederlande                 |
| 13 | 1966 | Brunnen      | Niederlande | Spanien     | Deutschland                 |
| 14 | 1967 | Leysin       | Deutschland | Spanien     | England                     |
| 15 | 1968 | Bad Aibling  | Deutschland | Niederlande | England                     |
| 16 | 1969 | Adelboden    | Niederlande | Schweiz     | Deutschland England Spanien |
| 17 | 1970 | Paignton     | Spanien     | England     | Deutschland                 |
| 18 | 1971 | Madrid       | Niederlande | England     | Spanien                     |
| 19 | 1972 | Wien         | Deutschland | Niederlande | Spanien                     |
| 20 | 1973 | Gstaad       | Deutschland | England     | Dänemark                    |
| 21 | 1974 | Cala Galdana | England     | Deutschland | Schweiz                     |
| 22 | 1977 | Kopenhagen   | Dänemark    | England     | Schweden                    |
| 23 | 1979 | Cleveland    | England     | Deutschland | Niederlande                 |